# Blaine Saunders
Blaine Saunders (* 25. Juni 1993 in Ada, Oklahoma, USA) ist eine US-amerikanische Schauspielerin.

## Leben
Saunders’ Figur Carly in The Middle war eine der besten Freundinnen von Sue Heck und trat ab Staffel 1 in 25 Episoden auf. Für diese Rolle wurde sie bei den 32. Young Artist Awards in der Kategorie „Beste Leistung in einer Fernsehserie – wiederkehrende junge Schauspielerin 17–21“ nominiert.
Sie spielte auch Becky, einen Werpanther, in vier Episoden von True Blood im Jahr 2011. Sie spielte auch in Malcolm mittendrin, Days of Our Lives und Medium.
Seit 2016 ist sie verlobt.